# The Man from U.N.C.L.E. (película)
The Man from U.N.C.L.E. (titulada Operación U.N.C.L.E. en España y El agente de C.I.P.O.L. en Hispanoamérica) es una película británica de acción y comedia de 2015, dirigida por Guy Ritchie, coescrita por Lionel Wigram y basada en la serie de televisión con el mismo nombre creada por Sam Rolfe. La película, estrenada el 14 de agosto de 2015, está protagonizada por Henry Cavill, Armie Hammer, Elizabeth Debicki, Alicia Vikander y Hugh Grant.

## Argumento
En 1963, en el apogeo de la Guerra Fría entre Estados Unidos y Europa, contra Rusia y el bloque de países comunistas de Europa Oriental, el ladrón profesional convertido en agente de la CIA Napoleón Solo, trabajando como agente en Berlín oriental, extrae a Gaby Teller, hija del Dr. Udo Teller, un supuesto científico de la Alemania Nazi de Adolf Hitler, convertido ahora en colaborador de Estados Unidos al final de la Segunda Guerra Mundial, evadiendo al agente de la KGB Illya Kuryakin. 
Más tarde le informa a su superior de la CIA, Mr. Sanders que el tío materno de Gaby, Rudi, trabaja en una compañía naviera de Italia, propiedad de Alexander y Victoria Vinciguerra, una adinerada pareja de simpatizantes nazis, que tienen la intención de usar al científico Udo Teller para construir su propia arma nuclear privada y compartirla con otros líderes políticos, agrupaciones extremistas y elementos nazis. 
Debido a la naturaleza potencialmente devastadora de esta crisis, la CIA y la KGB se han unido a regañadientes, para encontrar al científico Teller y la bomba atómica. Solo y Kuryakin reciben la orden de evitar que los Vinciguerra tengan éxito, con ambos hombres asignados en secreto para robar la investigación del científico Udo Teller, y entregarla a sus respectivos gobiernos.
El trío viaja a Roma, donde los agentes Gaby y Kuryakin se hacen pasar a regañadientes como una pareja comprometida, y el agente Solo finge ser un comerciante de antigüedades. Solo deduce que están siendo monitoreados e instruye a Kuryakin para que no se defienda de los atracadores para preservar esta cobertura. A pesar de las hostilidades entre ellos, Kuryakin sigue su consejo y no reacciona cuando le roban el preciado reloj de su padre. Más tarde, en un evento de carreras de autos promovido por los Vinciguerra, Solo y Gaby, coquetean con Victoria y Alexander para obtener información sobre el Dr. Udo Teller. Mientras tanto, Kuryakin adquiere evidencia de que los Vinciguerra fueron expuestos recientemente a radiación, lo que indica que su arma está casi terminada.
Solo y Kuryakin unen fuerzas a regañadientes para irrumpir en un astillero de Vinciguerra, en el que encuentran rastros de uranio. Después de activar accidentalmente la alarma, escapan al agua pero encuentran su camino bloqueado por las compuertas de los diques secos de los astilleros navales. Durante un enfrentamiento armado con los guardias, Kuryakin escapa en una lancha rápida, Solo escapa al saltar por la borda y bucear, llega al costado del dique seco y se sube a un camión, donde se queda viendo pacientemente la lancha que trata de escapar en el dique del astillero naval, pero se sorprende a sí mismo al regresar para salvar a Kuryakin, que es interceptado por los guardias en un bote más grande que le disparan, la lancha explota y él queda sumergido, Solo conduce el camión al borde del dique seco y lo deja caer sobre la lancha de los guardias, el camión y el bote artillado se hunden, y bajo el agua rescata a Kuryakin. 
Aunque una Victoria aparece sospechosa y molesta, de son ellos los agentes que escaparon en el bote, los persigue con sus secuaces, Solo y Kuryakin logran colarse en sus propias habitaciones sin ser detectados y fingen que se estaban bañando en la ducha, se preparan para escapar pero Victoria y Solo pasan la noche juntos en la habitación. Al día siguiente, Gaby se reúne con Rudi y Alexander para discutir un contrato de construcción de un barco en los astilleros, pero inesperadamente ella traiciona a Kuryakin y Solo, revelando que son agentes de la KGB y la CIA, y dice que la obligaron a colaborar con ellos. 
Kuryakin escapa, pero Victoria captura a Solo y lo droga, llevándolo a un almacén cercano donde el agente italiano Rudi, quien se revela como un infame criminal de guerra nazi, lo tortura en una silla eléctrica. Solo es rescatado por Kuryakin, quien tortura a Rudi en la misma silla. Rudi revela que el arma está escondida en una isla fortaleza donde Gaby ha sido llevada como prisionera para ser reunida con su padre; Mientras Solo y Kuryakin discuten lo que deben hacer con Rudi, llevarlo a Estados Unidos para que lo puedan reclutar como agente por sus habilidades, la silla eléctrica funciona mal y provoca un incendio que lo mata. Solo y Kuryakin viajan a la fortaleza frente a la costa de Italia, para buscar la bomba atómica y eliminar finalmente a la peligrosa familia Vinciguera.
Para proteger a su hija Gaby, que ahora es prisionera de los Vinciguera, el Dr. Teller pretende reanudar el trabajo en el arma, pero tiene la intención de sabotearla para evitar que pueda ser activada en el futuro. Victoria se da cuenta rápidamente de este engaño y hace que Alexander encarcele a Gaby, amenaza con matarla para chantajear al Dr. Udo Teller y colabore con ellos. Ahora él colabora en todo con la familia Vinciguera, para que liberen a su hija, entonces Victoria mata a Teller tan pronto como termina el arma secreta y le entrega los respaldos de los planos.
Mientras tanto, Solo y Kuryakin son abordados por el agente Alexander Waverly, un estratega de alto rango del MI6, de Inglaterra, quien les revela que Gaby en realidad es un agente encubierto bajo su orden, trabaja para la Inteligencia Naval Británica como agente secreto y tiene un diferente rastreador, para llevarlos hasta la isla fortaleza. Él y los miembros del Special Boat Service ayudan a Solo y Kuryakin a llegar hasta la isla, suben a un helicóptero y reciben la orden de matar a su compañero cuando se termine la misión.
Mientras registran el complejo en la isla fortaleza, Solo encuentra el reloj robado de Kuryakin en un guardia asesinado. Alexander Vinciguerra luego intenta escapar con Gaby y la ojiva, pero es interceptado y asesinado. Solo recupera el disco con la investigación de Teller, pero se da cuenta de que la ojiva que Vinciguerra llevaba consigo era solamente un misil secundario no nuclear. Victoria se ha ido sin ser detectada en otro barco con la ojiva nuclear real. Solo puede contactar a Victoria por radio y mantenerla en la línea el tiempo suficiente para que Waverly la localice en el mar, y lance un misil autoguiado, destruyendo el arma nuclear y el barco con los agentes nazis que tratan de escapar con el arma, se hunde aparentemente llevándose a Victoria con ellos.
Kuryakin recibe la orden de su comandante de matar a Solo y robar el disco. Furioso por la orden, pero amenazado con ser enviado a Siberia si falla, un Kuryakin desolado se encuentra con Solo en su habitación de hotel en Italia. Cuando Solo le muestra el reloj robado del padre de Kuryakin, que encuentra en la isla, Kuryakin admite cuál era su tarea y la orden de matarlo de la KGB, entonces Solo responde que él sabía esto y tenía las mismas órdenes de la CIA. Deciden no matarse entre ellos y, en cambio, comparten una copa en la terraza del hotel y queman el contenido del disco de computadora, para no dar a ninguno de sus países la ventaja en la carrera armamentista. Al reunirse con Gaby y Waverly, se les dice que el trío ha sido reasignado a una nueva organización internacional bajo el mando de Waverly. Entonces Waverly les da una nueva misión en Estambul con un nuevo nombre en clave: U.N.C.L.E.

## Elenco
- Henry Cavill como Napoleon Solo.[3]
- Armie Hammer como Illya Kuryakin.[4]
- Hugh Grant[5] como Mr. Waverly

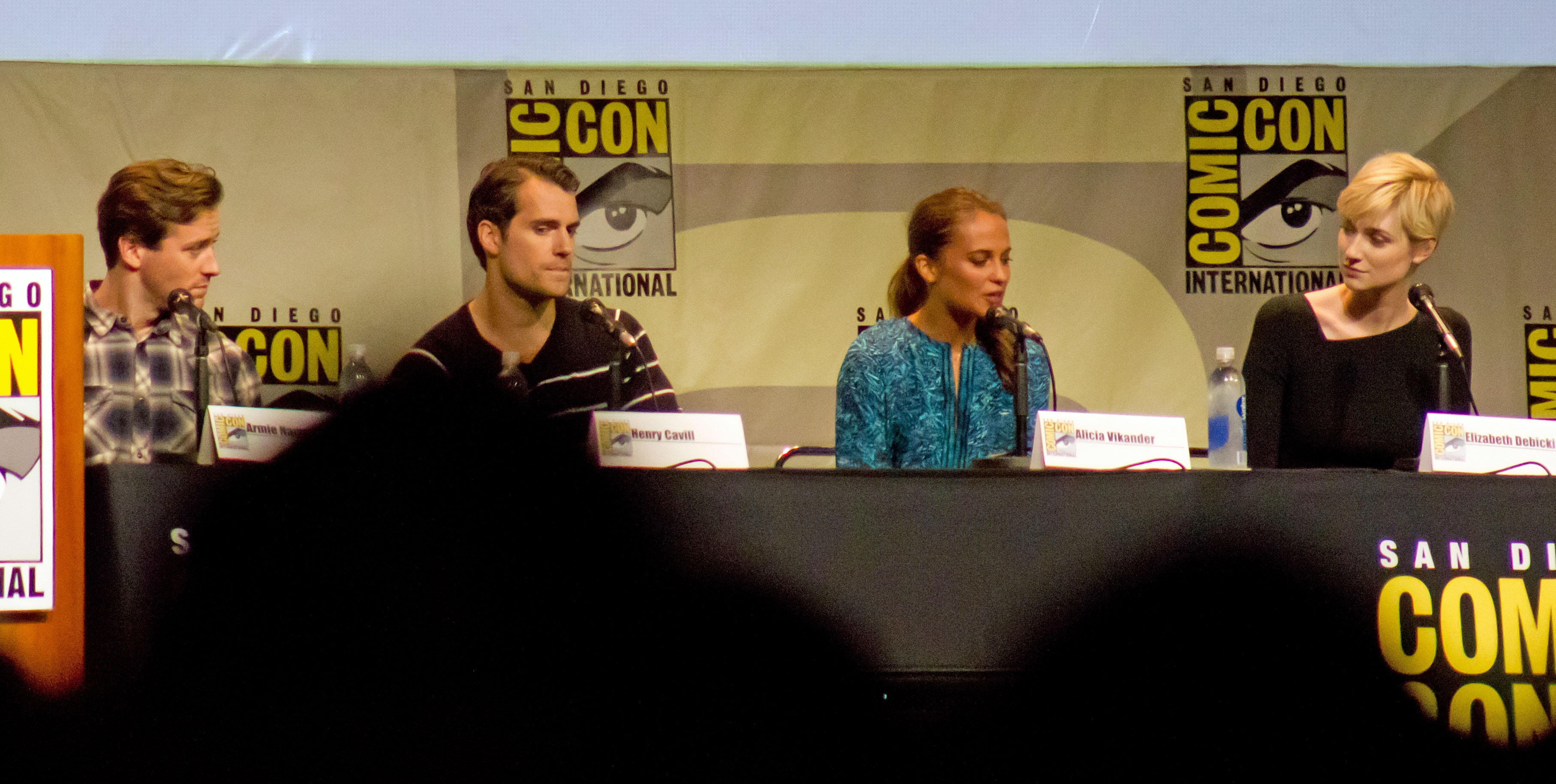
Elenco de la película en la Comicon de San Diego de 2015.

- Elizabeth Debicki como Victoria Vinciguerra.
- Alicia Vikander[6] como Gaby Teller.
- Jared Harris[7] como Saunders.
- Luca Calvani[8] como Alexander.
- Simona Caparrini[9] como Contessa.

## Producción

### Desarrollo
Steven Soderbergh estuvo involucrado para dirigir la película con un guion de Scott Z. Burns, con la producción programada para empezar en marzo de 2012. Los ejecutivos de Warner Bros. querían que el presupuesto permaneciera por debajo de los $60 millones de dólares, pero Soderbergh no creía que ese presupuesto fuera suficiente para recrear todo el ambiente de los años 60, las réplicas, escenarios, etcétera. El 18 de noviembre de 2011, The Hollywood Reporter informó que Soderbergh no sería finalmente el director de la película.
El 18 de marzo de 2013, Deadline.com informó que la película estaba nuevamente en producción, esta vez con Guy Ritchie como director. El 31 de julio de 2013, se anunció que la adaptación de Ritchie empezaría en septiembre de 2013 en Londres e Italia.

### Elección del reparto
En noviembre de 2010, George Clooney mostró interés en la película y estaba en negociaciones para el papel principal, pero dejó el proyecto debido a una lesión en la espalda. Después de la marcha de Clooney, se consideró a Joseph Gordon-Levitt, Ryan Gosling, Channing Tatum, Alexander Skarsgård, Ewan McGregor, Robert Pattinson, Matt Damon, Christian Bale, Michael Fassbender, Bradley Cooper, Leonardo DiCaprio, Joel Kinnaman, Russell Crowe, Chris Pine, Ryan Reynolds y Jon Hamm para el papel protagonista. El 18 de marzo de 2013, Tom Cruise estuvo en negociaciones para estar en la película. Armie Hammer fue elegido para interpretar a Illya Kuryakin el 24 de abril de 2013. La actriz Alicia Vikander se unió al elenco el 8 de mayo de 2013. El 23 de mayo de 2013, Cruise dejó la película debido a su compromiso con Misión: Imposible - Nación Secreta y el actor británico Henry Cavill reemplazó a Cruise en el papel protagonista. Elizabeth Debicki fue elegida para interpretar el rol de la villana protagonista el 31 de julio de 2013; Rose Byrne y Charlize Theron fueron consideradas anteriormente para el mismo papel. El 8 de agosto del mismo año, Hugh Grant se unió al elenco en el papel de Alexander Waverly. Jared Harris fue elegido para el papel de Sanders el 4 de septiembre de 2013 y Luca Calvani fue elegido para el papel de otro villano, Alexander. Finalmente, Simona Caparrini fue elegida para interpretar a Contessa.

### Filmación
El rodaje comenzó el 9 de septiembre de 2013. En octubre de 2013, la filmación estaba en marcha en el Old Royal Naval College en Greenwich, Royal Victoria Docks, Londres y el Goodwood Motor Racing Circuit en West Sussex, Reino Unido.
Se colocaron dos locaciones para los sitios de Berlín a ambos lados del muro: la pelea en el baño público entre Solo y Kuryakin fue filmada en Regent's Park en Londres, mientras que la persecución de autos durante el primer acto de la película fue filmada en Chatham Astillero histórico, Kent Reino Unido.
El director Guy Ritchie finalizó el guion durante la producción: "Es bastante intuitivo y tiende a reescribir cosas constantemente, lo que hace incluso cuando están filmando. Reescribirá las cosas por la mañana si están filmando ese día, trabajar con los actores si algo no se siente bien". dice el colaborador a largo plazo David Allcock.

### Música
El 17 de julio de 2014, Daniel Pemberton fue contratado para realizar la banda sonora de la película.